# دوباره‌خوانی (آلبوم امینم)
دوباره‌خوانی (به انگلیسی: Encore) پنجمین آلبوم استودیویی رپر آمریکایی امینم است که در ۱۲ نوامبر ۲۰۰۴ منتشر شد.
این آلبوم در سه هفتهٔ اول، ۷۱۰۰۰۰ کپی در آمریکا فروخت. دوباره خوانی نامزد دریافت سه جایزهٔ گرمی، شامل بهترین آلبوم رپ شد.
این آلبوم در بردارندهٔ موضوعات مختلفی است. از جمله رابطهٔ امینم با همسر سابقش، کیم، که در آهنگ‌های استفراغ، بیشتر دوستت دارم و دیوانه ی عاشقی، درباهٔ هیلی جید، دختر امینم که در آهنگ مرغ مقلد به آن اشاره شده‌است. همچنین آهنگ‌های مُش و ما به عنوان آمریکایی ها برضد جورج بوش، رئیس‌جمهور آمریکا سروده شده‌است. دوباره خوانی همچنین در برداندهٔ آهنگ‌هایی دربارهٔ دوران کودکی امینم و رابطهٔ او با مادرش نیز می‌باشد. از جمله آهنگ‌های شیطان کردار و جاده ی زرد آجری. در آهنگ فقط از دستش بده با محاکمهٔ کودک آزاری مایکل جکسون و حادثهٔ پپسی و شایعهٔ جراحی پلاستیک او شوخی کرد.
با وجود اینکه فروش آلبوم را قطعه‌ای با زمینه کمدی تأمین می‌کرد، دوباره خوانی از مضامین جدی نظیر قطعه ضد جنگ مُش هم بهره مند بود. ۲۵ اکتبر ۲۰۰۴، درست ۱ هفته قبل از انتخابات ریاست جمهوری آمریکا سال ۲۰۰۴، امینم نماهنگ مُش را در اینترنت منتشر کرد. این آهنگ مضامین ضد بوش زیاد و قسمت‌های تندی مثل «لعنت به بوش» و: «این سلاح کشتار جمعی که بهش می‌گیم رییس جمهور» داشت. این نماهنگ ارتشی از انسان‌ها از جمله لوید بنکس رپر را نشان می‌داد که امینم آن‌ها را به سمت کاخ سفید هدایت می‌کرد. در پایان نماهنگ وقتی ارتش کاخ را تصرف می‌کند، نشان داده می‌شود که آن‌ها تنها برای رای دادن آمده‌اند. نماهنگ با کلمات «سه شنبه ۲ نوامبر رای بدهید» تمام می‌شد. ولی بعد از پیروزی بوش در انتخابات به پوسترهایی تغییر کرد که در آن‌ها امینم به بوش در حال سخنرانی حمله می‌کرد.